# Pseudophaula porosa
Pseudophaula porosa är en skalbaggsart som först beskrevs av Bates 1881.  Pseudophaula porosa ingår i släktet Pseudophaula och familjen långhorningar.
Artens utbredningsområde är Venezuela. Inga underarter finns listade i Catalogue of Life.